# 24761 Ahau
A 24761 Ahau (ideiglenes jelöléssel 1993 BW2) egy földközeli kisbolygó. Carolyn Shoemaker és Eugene Merle Shoemaker fedezte fel 1993. január 28-án.